# نهر أفرام
نهر أفرام هو نهر بطول 100 كم في غانا. وقبل تشييد سد أكوسومبو في ستينيات القرن العشرين، كان نهر أفرام هو رافد رئيسي لنهر فولتا، أما اليوم فهو رافد لبحيرة فولتا بنفس القدر من الأهمية. يسري النهر في الاتجاه الجنوبي الغربي.